# مسجد كامبونج تانجونج بنوت
مسجد كامبونج تانجونج بنوت يقع المسجد في منطقة كامبونج تانجونج بنوت، والتي تبعد حوالي ثمانية عشر كيلومتر من مدينة بندر سري بكاوان عاصمة بروناي .

## البناء
تم البدء في بناء مسجد كامبونج تانجونج بنوت في الحادي والعشرين من شهر فبراير من عام 1986، على موقع أرض مساحتها 1.27 فدان، واكتمل البناء في التاسع عشر من شهر أغسطس من عام 1986، وبلغ الإنفاق الإجمالي للبناء حوالي 75،649.84 دولار، اتى المبلغ من خلال جمع التبرعات العامة .

## الافتتاح
افتتح مسجد كامبونج تانجونج بنوت رسميا من قبل الإمام الاستاذ أوانج حاجي عبد الحميد بن باكال رئيس قضاء بروناي دار السلام في ذلك الوقت، وكان ذلك في التاسع عشر من شهر أبريل من عام 1987، وكان للمسجد قدرة على استيعاب 400 مصلي.

## التوسعة
نظرا لتزايد أعداد السكان، فقد تم توسيع بناء المسجد الأصلي وذلك في شهر يناير كانون الثاني من عام 1997، واكتملت أعمال التوسعة بعد ثلاثة أشهر من بدأ البناء، مع نفقات بلغت 23،072.75 دولا.